# Shoguna rufotestacea
Shoguna rufotestacea es una especie de coleóptero de la familia Monotomidae.

## Distribución geográfica
Habita en Japón.